# Rafael Pérez Grovas
Pour les articles homonymes, voir Rafael Pérez.
Rafael Pérez Grovas (né le 13 septembre 1919 à Mexico et mort en novembre 2009) est un réalisateur, scénariste, et producteur de cinéma mexicain. Il était essentiellement spécialisé dans les films d'action avec Chanoc et de science-fiction avec El Santo et Blue Demon.

## Filmographie

### Comme réalisateur
- 1969 : Santo en la frontera del terror
- 1977 : Chanoc en la isla de los muertos
- 1979 : Chanoc en el circo union
- 1981 : Chanoc y el hijo del Santo contra los vampiros asesinos
- 1981 : Santo contra el asesino de televisión
- 1983 : El Hijo de Santo en frontera sin ley
- 1984 : El Gato negro
- 1986 : La Banda del acordeon
- 1989 : Los Pen...itentes del p u p
- 1992 : Ramiro Sierra

### Comme scénariste
- 1968 : Requiem por un canalla de Fernando Orozco
- 1969 : Blue Demon contra las invasoras de Gilberto Martínez Solares
- 1969 : Santo en la frontera del terror de lui-même
- 1970 : Chanoc en las garras de las fieras de Gilberto Martínez Solares
- 1972 : Chanoc contra el tigre y el vampiro de Gilberto Martínez Solares
- 1973 : Las Tarántulas de Gilberto Martínez Solares
- 1975 : Chanoc en el foso de las serpientes de Gilberto Martínez Solares
- 1977 : Chanoc en la isla de los muertos de lui-même
- 1992 : Ramiro Sierra de lui-même

### Comme producteur
| - 1954 : La Sobrina del señor cura de Juan Bustillo Oro - 1956 : Los Hijos de Rancho Grande de Juan Bustillo Oro - 1957 : Cada hijo una cruz de Juan Bustillo Oro - 1957 : Donde las dan las toman de Juan Bustillo Oro - 1958 : El Jinete solitario de Rafael Baledón - 1958 : El Jinete solitario en el valle de los buitres de Rafael Baledón - 1960 : Zorro dans la vallée des fantômes (El jinete solitario en el valle de los desaparecidos) de Rafael Baledón - 1960 : El Último mexicano de Juan Bustillo Oro - 1961 : Bonitas las tapatías de Humberto Gómez Landero - 1961 : Una Pasión me domina de Humberto Gómez Landero - 1962 : El vampiro sangriento de Miguel Morayta - 1962 : Juventud sin Dios de Miguel Morayta - 1962 : Lástima de ropa de Humberto Gómez Landero - 1963 : El Monstruo de los volcanes de Jaime Salvador - 1963 : Juan guerrero de Miguel Morayta - 1963 : La Divina garza de Humberto Gómez Landero - 1963 : La invasión de los vampiros de Miguel Morayta - 1963 : Los Derechos de los hijos de Miguel Morayta | - 1963 : México de mis recuerdos de Juan Bustillo Oro - 1964 : Así amaron nuestros padres de Juan Bustillo Oro - 1966 : El Ángel y yo de Gilberto Martínez Solares - 1966 : Los Valses venían de Viena y los niños de París de Juan Bustillo Oro - 1966 : Marcelo y María de Gilberto Martínez Solares - 1968 : Blue Demon contra cerebros infernales de Chano Urueta - 1968 : Blue Demon contra las diabólicas de Chano Urueta - 1969 : Blue Demon contra las invasoras de Gilberto Martínez Solares - 1969 : Santo en la frontera del terror de lui-même - 1970 : Chanoc en las garras de las fieras de Gilberto Martínez Solares - 1972 : Chanoc contra el tigre y el vampiro de Gilberto Martínez Solares - 1973 : Las Tarántulas de Gilberto Martínez Solares - 1975 : Chanoc en el foso de las serpientes de Gilberto Martínez Solares - 1977 : Chanoc en la isla de los muertos de lui-même - 1980 : El Latigo contra las momias asesinas de Ángel Rodríguez - 1981 : Chanoc y el hijo del Santo contra los vampiros asesinos de lui-même - 1981 : Santo contra el asesino de televisión de lui-même - 1992 : Ramiro Sierra de lui-même |

### Comme monteur
- 1980 : Ante la ley de Jorge Pérez Grovas
- 1980 : Una Larga experencia de Sergio García